# Хъйлундзян
Хъйлундзян (на мандарински:黑龙江省; пинин: Hēilóngjiāng, буквално: „река на черния дракон“) e провинция в североизточната част на Китай, в историческата област Манджурия. Площта ѝ е 472 766 km2. По приблизителна оценка за 2017 г. населението на провинцията е 37 887 000 жители.
Провинцията е наречена с китайското име на река Амур, в буквален превод „реката на черния дракон“.
Административен център и най-голям град в провинцията е град Харбин.